# Латифундия
Латифундия е земеделско владение, покриващо огромна земна територия. Названието произлиза от латински език: lātifundium: lātus, „обширен“ + fundus, „ферма, имение“. По време на Римската империя се специализират в производството за износ на зърно, зехтин и вино. Характерни били за районите на Магна Греция, Сицилия, Египет, Магреб, провинцията Бетика в Южна Испания. Работната ръка в латифундиите се е състояла от роби и колони.